# Knickwinkelsteuerung
Die Knickwinkelsteuerung ist ein System, das bei einem Gelenkbus eine geregelte Übertragung der Schubkraft auf das Fahrzeug ermöglicht und ein Schlingern sowie Ausbrechen des Fahrzeugs bei ungünstigen Fahrbahnverhältnissen verhindert. Mit der meist durch zwei hydraulische Zylinder betriebenen Knickwinkelsteuerung wird erreicht, dass das Fahrzeug nicht weiter unkontrolliert einknicken kann als es dem vorgegebenen Winkel zwischen Vorder- und Hinterwagen entspricht, in Abhängigkeit vom Einschlag der eingelenkten Vorderräder. Insbesondere Schubgelenkbusse, bei denen der Antrieb auf der Nachläuferachse erfolgt, sind auf dieses System zwingend angewiesen. Besteht die Gefahr des unkontrollierten Einknickens, wird ein selbsttätiges Strecken des zweiteiligen Fahrzeuges eingeleitet, indem die Impulse des Knickwinkelreglers auf die Radbremsen der Hinterachse wirken. Durch Abbremsen des linken bzw. rechten Antriebsrades wird ein Drehmoment um die Hochachse erzeugt, das der Knickbewegung entgegensteuert.
Die Knickwinkelsteuerung ist nicht mit der umgangssprachlich auch Knickschutz genannten Gelenksperre zu verwechseln. Während die Knickwinkelsteuerung nahezu ausschließlich bei Schub- bzw. Pushergelenkbussen Verwendung findet und für einen stabilen Fahrzeuglauf sorgt, sobald eine Lenkbewegung stattfindet, kommt ein Knickschutz auch bei sogenannten Pullerfahrzeugen zum Einsatz. Dieser verhindert die Beschädigung des Gelenks durch zu starke Lenkwinkel, in dem das Fahrzeug angehalten wird, sobald das Gelenk in den Endanschlag geht.

## Entwicklung und Geschichte
Bis zum Ende der 1970er Jahre hatten Gelenkbusse den Motor im Vorderwagen, der Antrieb erfolgte auf der zweite Achse. Nachteilig war, dass bei höheren Geschwindigkeiten Schlingerbewegungen im Nachläufer auftreten konnten. Die Fahrzeugwerkstätten Falkenried (FFG) und die Hamburg-Consult (HC), beides Tochterunternehmen der Hamburger Hochbahn AG (HHA), entwickelten mit finanzieller Unterstützung des Bundesforschungsministeriums eine elektronische Knickwinkelsteuerung und stellten diese 1975 vor. 
Aus zwei HHA-Omnibussen des Standard-Linienbus-Typs Mercedes-Benz O 305 entstand 1977 der weltweit erste Schubgelenkbus, dessen Motor und Antrieb im Nachläufer waren. Die damalige Daimler-Benz AG (heute Mercedes-Benz Group) erwarb die Lizenzrechte an der Steuerung und war in der Gelenkbusfertigung fortan nicht mehr auf Fremdhersteller wie Vetter Fellbach angewiesen.
Der Vorteil des Heckantriebs liegt darin, dass der Vorderwagen keinen Motor aufnehmen muss und der Wagenboden nebst Einstiegen dadurch niederflurig gebaut werden kann. Auch ist der Heckmotor für Wartungsarbeiten leichter zugänglich. 
Bei MAN und bei Magirus-Deutz wurde zeitweilig ein Gelenkbus gefertigt, bei dem der Motor ebenfalls im Heck lag, aber über eine durch das Gelenk führende, homokinetische Welle die Hinterachse des Vorderwagens antrieb. Die Achse im Nachläufer war hier als einzelbereifte und gelenkte Nachlaufachse ausgebildet. Diese Fahrzeuge waren in der Regel einen Meter kürzer und durch die nachgelenkte Achse auch etwas wendiger, was ihnen gegenüber Schubgelenkbussen einen gewissen Vorteil verschaffte. Neben der aufwändigen Gelenkwellenführung lag jedoch bei diesen Fahrzeugen ein Nachteil darin, dass die in der Mitte liegende Antriebsachse bei leerem Fahrzeug nicht ausreichend belastet wurde, wodurch die Antriebsräder schneller durchdrehten. Auch führten Kurvenfahrten unter Last zu erhöhtem Verschleiß an dieser Gelenkwellenkonstruktion. Mitte der 1980er Jahre nahm auch MAN Schubgelenkbusse in das Programm auf, die bisherige Konstruktion aus Heckmotor und Mittelachsantrieb wurde kaum noch nachgefragt.

## Aufbau und Funktion
Im Drehkranzbereich des Gelenkes sind ein oder zwei Hydraulikzylinder eingebaut. Über Leitungen sind sie mit einem Hydraulikblock verbunden, der den Durchfluss von einem zum anderen Zylinder begrenzen kann. Das System steht unter einem permanenten Überdruck. Eine Stickstoffblase gleicht Temperaturschwankungen aus.